# Brøgger Glacier
Brøgger Glacier är en glaciär i Sydgeorgien och Sydsandwichöarna (Storbritannien). Den ligger i den nordvästra delen av Sydgeorgien och Sydsandwichöarna. Brøgger Glacier ligger 141 meter över havet.
Terrängen runt Brøgger Glacier är varierad. Havet är nära Brøgger Glacier åt sydväst.  Trakten runt Brøgger Glacier är nära nog obefolkad, med mindre än två invånare per kvadratkilometer. Det finns inga samhällen i närheten. Trakten runt Brøgger Glacier består i huvudsak av gräsmarker.